# وزارة الخارجية (السعودية)
وزارة الخارجية السعودية، هي الوزارة المسؤولة عن العلاقات الخارجية الدبلوماسية مع الدول الأجنبية بالمملكة العربية السعودية، وهي أول وزارة أنشئت بالمملكة وقد تأسست في 26 رجب 1349هـ الموافق 16 ديسمبر 1930م ، ثم تحولت بالأمر الملكي السامي إلى وزارة، وأول وزير لها الأمير فيصل بن عبد العزيز، ثم تطورت وأصبح وزيرها الأمير فيصل بن فرحان بن عبد الله بن فيصل آل سعود منذ 23 أكتوبر 2019م.

## تاريخ وزارة الخارجية
كانت الشعبة السياسية تتولى الشؤون الخارجية. وبعد أن فرغ الملك عبد العزيز من توحيد المملكة العربية السعودية شرع في دعم مكانة المملكة العربية السعودية على صعيد العلاقات الدولية، فأرسل المبعوثين، واستقبل الوفود من الدول الأخرى، وأبرم الاتفاقيات، وساهم في تأسيس العديد من المنظمات الدولية كالأمم المتحدة وجامعة الدول العربية. وبما أن الدبلوماسية من أهم أدوات السياسة الخارجية للدولة، فقد أنشأ الملك عبد العزيز في عام 1344هـ الموافق 1926م المديرية العامة للشؤون الخارجية بمكة المكرمة، وكان يديرها الدكتور عبد الله سعيد الدملوجي وفي 29 رجب 1349هـ الموافق 19 ديسمبر 1930، صدر الأمر الملكي بإنشاء وزارة الخارجية. وهي أول وزارة بالمملكة العربية السعودية، ونص الأمر على تعيين الأمير فيصل بن عبد العزيز نائب الملك عبد العزيز في الحجاز وزيراً لها. وأصبح الأمير فيصل بن عبد العزيز، طوال مدة حكم والده وزيرا للوزارة، واستمر في المنصب تحت حكم أخيه الملك سعود. وتوسعت المملكة العربية السعودية في تمثيلها الدبلوماسي بعد الحرب العالمية الثانية، ورفعت وزارة الخارجية تمثيلها في الخارج إلى مستوى سفارة.
وواكب التوسع في التمثيل الدبلوماسي تطور في جهاز وزارة الخارجية وبعثاتها الدبلوماسية، بما في ذلك إعادة تشكيل جهازها الإداري والتنظيمي، لتمكينه من القيام بواجباته، تماشياً مع توسع المملكة العربية السعودية في علاقاتها الدولية، ونشاطها الدبلوماسي المكثَّف على الساحة الدولية. في عام 22 ديسمبر 1960م، أعفى الملك سعود الأمير فيصل بن عبد العزيز من الوزارة، وعيَّن بدلاً منه إبراهيم بن عبد الله السويل الذي استمر في المنصب حتى 16 مارس 1962م. تولى الملك فيصل وزارة الخارجية مرةً أخرى واستمر بها بعد توليه الحكم سنة 1964م حتى وفاته في سنة 1395هـ الموافق 1975م، وبعد تولي الملك خالد الحكم سنة 1395هـ الموافق 1975م تم تعيين الأمير سعود الفيصل بن عبدالعزيز وزير دولة للشؤون الخارجية، ثم عُيَّن بعد ذلك وزيراً للخارجية وقد صدر أمر ملكي بنقل مقر الوزارة إلى العاصمة الرياض. واستمر
الأمير سعود الفيصل بن عبدالعزيز في المنصب حتى قام الملك سلمان بن عبد العزيز في يوم الأربعاء 10 رجب 1436 هـ الموافق 29 أبريل 2015م بإعفائه من منصبه بناءً على طلبه وذلك لظروفه الصحية. وتم تعيين السفير السعودي لدى الولايات المتحدة عادل الجبير؛ وزيراً للخارجية السعودية خلفاً له والذي شغل منصب وزير الخارجية حتى ديسمبر 2018م وعين خلفه إبراهيم العساف حتى أُعفي من منصبه في أكتوبر 2019م، وتم تعيين الأمير فيصل بن فرحان بن عبد الله آل سعود بأمر ملكي في 23 أكتوبر 2019م وزيراً للخارجية.

### عن الوزارة
كان عدد البعثات الدبلوماسية الأجنبية بالمملكة عند إنشاء المديرية العامة للشؤون الخارجية 9 وازداد إلى 29 بعثة بعد إنشاء وزارة الخارجية واستمر ازدياد التمثيل الدبلوماسي الأجنبي في المملكة العربية السعودية ليصل الآن إلى حوالي 157 ممثلية موزعة ما بين 98 سفارة في الرياض و 59 قنصلية ما بين الرياض وجدة والدمام. أما عن الممثليات السعودية في الخارج فلم تكن هناك أي بعثة دبلوماسية رسمية حتى عام 1348هـ حيث افتتحت في القاهرة أول ممثلية سعودية بالخارج، ثم ارتفع العدد إلى خمس بعثات في عام 1936م، وارتفع إلى 18 بعثة عام 1951م واستمر الارتفاع بحكم السياسة الحكيمة ليبلغ عدد ممثليات المملكة في الخارج حاليا أكثر من 116 ما بين سفارة و قنصلية ووفود ومكتب تجاري.

### الرؤية
دبلوماسية سعودية رائدة، لتحقيق المصالح الوطنية وحمايتها، وتعزيز دور المملكة في إحلال الأمن والاستقرار والازدهار في المنطقة والعالم.

### الرسالة
صياغة وتنفيذ السياسة الخارجية بما يتماشى مع مبادئ المملكة، في سبيل حماية وتعزيز المصالح الوطنية ورعاية المواطنين والمساهمة في الحفاظ على الأمن والاستقرار والازدهار في المنطقة والعالم، من خلال كفاءات بشرية مؤهلة، ونظم تقنية ومعلوماتية متخصصة، وبرامج دبلوماسية فعَّالة.

### القيم الأساسية
تستمد وزارة الخارجية قيمها الأساسية من منظومة المبادئ الإسلامية والاجتماعية والمهنية كعنصر أساسي في ثقافتها التنظيمية، وتعمل على ترسيخها في ثقافة العاملين والوحدات التنظيمية في جميع المستويات وأهم هذه القيم:
- الولاء لله ثم الملك والوطن.
- خدمة وحماية مصالح الوطن والمواطن.
- الحوار والانفتاح على ثقافات العالم وشعوبها.
- الأخلاق الحميدة.
- المسؤولية والشفافية.
- المبادرة والإبداع.[10]

## معهد الأمير سعود الفيصل للدراسات الدبلوماسية
في 1400/5/8هـ افتتح صاحب السمو الملكي الأمير سعود الفيصل وزير الخارجية آنذاك معهد الدراسات الدبلوماسية، وبدأ المعهد أعماله في العام الدراسي 1399/1400هـ بمدينة جدة، وقد احتوى المقر في حينه، على مكتب للإدارة، والمكتبة، ومعمل اللغة وفصلين دارسين وبعض المكاتب للأقسام الأخرى، وبدأ المعهد برامجه التدريبية بقبول عشرة دارسين متفرغين في برنامج دبلوم الدراسات الدبلوماسية. وتم اختيار أعضاء هيئة التدريس ومدرسي اللغة الإنجليزية، بالإضافة إلى الاستعانة بعدد من أساتذة الاقتصاد والعلاقات الدولية والعلوم السياسية واللغات من خلال العقد الموقع مع معهد الأمم المتحدة للتدريب والبحوث (اليونيتار). وكذلك تم اختيار عدد من المدربين للطباعة والاختزال. والتعاون مع بعض أساتذة الجامعات السعودية لأغراض التدريس وتقديم الاستشارات.

## منسوبو وزارة الخارجية
يتوزع منسوبي (دبلوماسيي) وزارة الخارجية في كل من ديوان الوزارة ومقره في كل من الرياض وجدة أو مجلس التعاون لدول الخليج العربية ومقرها في الرياض أو رابطة العالم الإسلامي ومقرها مكة أو الجامعة العربية ومقرها القاهرة أو الأمم المتحدة ومقرها نيويورك أو في جميع سفارات السعودية حول العالم. ويتمتع هؤلاء بحصانات داخلية وخارجية وجواز دبلوماسي وحماية في داخل البلاد وخارجها. وتتوزع درجات السلك على النحو الآتي:
- ملحق
- سكرتير ثالث
- سكرتير ثاني
- سكرتير أول
- مستشار
- وزير مفوض
- سفير

## الهيكل التنظيمي
| وزير الخارجية                          | وزير الخارجية                  | وزير الخارجية                  |
| نائب الوزير                            | مساعد الوزير للشؤون التنفيذية  | مساعد الوزير للشؤون التنفيذية  |
| الإدارة العامة للمراجـعة الداخلية      | الإدارة العامة للموارد البشرية | الإدارة العامة للأمن السيبراني |
| -------------------------------------- | ------------------------------ | ------------------------------ |
| وكالة الوزارة للشؤون القنصلية          | وكالة الوزارة للخدمات المساندة | وكالة الوزارة للخدمات المساندة |
| وكالة الوزارة للاستراتيجية والتخطيط    | وكالة الوزارة للشؤون الرقمية   | وكالة الوزارة للشؤون الرقمية   |
| وكالة الوزارة لشؤون المراسم            | وكالة الوزارة للشؤون الأمنية   | وكالة الوزارة للشؤون الأمنية   |
| وكالة الوزارة للشؤون الدولية المتعددة  | وكالة الوزارة للمشاريع والأصول | وكالة الوزارة للمشاريع والأصول |
| وكالة الوزارة لشؤون الدبلوماسية العامة |                                |                                |
| وكالة الوزارة للشؤون السياسية          |                                |                                |
| وكالة الوزارة لشؤون الاقتصاد والتنمية  |                                |                                |

## الممثليات في الخارج
حسب الموقع الرسمي للوزارة والمنصة الوطنية الموحدة تُمثل السعودية بسفارات في الدول التالية:
| آسيا         | آسيا       | أفريقيا      | أفريقيا    | أوروبا           | أوروبا    | أمريكا الشمالية  | أمريكا الجنوبية | أستراليا   |
| ------------ | ---------- | ------------ | ---------- | ---------------- | --------- | ---------------- | --------------- | ---------- |
| الإمارات     | تركمانستان | موريتانيا    | ساحل العاج | الاتحاد الأوروبي | جورجيا    | الولايات المتحدة | الأوروغواي      | أستراليا   |
| سوريا        | تركيا      | تونس         | غانا       | البوسنة والهرسك  | روسيا     | المكسيك          | الأرجنتين       | نيوزيلاندا |
| لبنان        | سريلانكا   | المغرب       | غينيا      | المملكة المتحدة  | رومانيا   | كندا             | البرازيل        |            |
| اليمن        | سنغافورة   | إثيوبيا      | كينيا      | بلغاريا          | سويسرا    |                  | البيرو          |            |
| الأردن       | طاجيكستان  | أوغندا       | مالي       | ألبانيا          | قبرص      |                  | تشيلي           |            |
| اليابان      | فيتنام     | الغابون      | مصر        | أوكرانيا         | إسبانيا   |                  | فنزويلا         |            |
| ميانمار      | قيرغيزستان | الجزائر      | نيجيريا    | جمهورية أيرلندا  | الدانمارك |                  | كوبا            |            |
| أذربيجان     | كازاخستان  | السنغال      | جيبوتي     | إيطاليا          | السويد    |                  |                 |            |
| أفغانستان    | كوريا      | السودان      | إريتريا    | البرتغال         | النرويج   |                  |                 |            |
| الصين        | نيبال      | جزر القمر    | ليبيا      | المجر            | بلجيكا    |                  |                 |            |
| الفلبين      | الكويت     | الكاميرون    | موريشيوس   | التشيك           | هولندا    |                  |                 |            |
| جزر المالديف | قطر        | النيجر       | موزمبيق    | ألمانيا          |           |                  |                 |            |
| الهند        | سلطنة عمان | بوركينا فاسو |            | النمسا           |           |                  |                 |            |
| إندونيسيا    | ماليزيا    | تشاد         |            | اليونان          |           |                  |                 |            |
| أوزبكستان    | البحرين    | تنزانيا      |            | بولندا           |           |                  |                 |            |
| باكستان      | تايلاند    | جنوب أفريقيا |            | فرنسا            |           |                  |                 |            |
| بنغلاديش     |            | زامبيا       |            | فنلندا           |           |                  |                 |            |

## وزراء الخارجية
وزير الخارجية هو الشخص المسؤول عن السياسة الخارجية للمملكة العربية السعودية بصفته رئيساً للدبلوماسية الـسعودية، حيث يتم تعيينه من قِبل الملك، ويكون الوزير عضوًا في مجلس الوزراء السعودي. ومن واجبات ومهام وزير الخارجية التنظيم والإشراف على عمل وزارة الخارجية، والمشاركة في المفاوضات رفيعة المستوى مع الدول الأخرى، ومتابعة عمل السفارات والقنصليات السعودية في البلدان المختلفة، بالإضافة إلى متابعة شؤون الرعايا السعوديين المقيمين في الـخارج. كما يكون وزير الخارجية مستشارًا للملك فيما يتعلق بالشؤون الخارجية للبلاد.
هذه قائمة بوزراء خارجية الـسعودية وفترات توليهم الـوزارة منذ تأسيسها في ثلاثينيات القرن الماضي.
| الاسم (مواليد–وفاة)            | الاسم (مواليد–وفاة)                    | فترة شغل المنصب | فترة شغل المنصب | فترة شغل المنصب    | العاهل                      | ملاحظات                                            |
| الاسم (مواليد–وفاة)            | الاسم (مواليد–وفاة)                    | تولى المنصب     | غادر المنصب     | المدة              | العاهل                      | ملاحظات                                            |
| وزير الخارجية                  | وزير الخارجية                          | وزير الخارجية   | وزير الخارجية   | وزير الخارجية      | وزير الخارجية               | وزير الخارجية                                      |
| ------------------------------ | -------------------------------------- | --------------- | --------------- | ------------------ | --------------------------- | -------------------------------------------------- |
|                                | فيصل بن عبد العزيز آل سعود (1906–1975) | 19 ديسمبر 1930  | 22 ديسمبر 1960  | 30 سنوات و3 أيام   | عبد العزيز آل سعود          |                                                    |
| سعود بن عبد العزيز آل سعود     | فيصل بن عبد العزيز آل سعود (1906–1975) | 19 ديسمبر 1930  | 22 ديسمبر 1960  | 30 سنوات و3 أيام   |                             |                                                    |
|                                | إبراهيم بن عبد الله السويل (1916–1977) | 22 ديسمبر 1960  | 16 مارس 1962    | 1 سنة و84 أيام     | سعود بن عبد العزيز آل سعود  |                                                    |
|                                | فيصل بن عبد العزيز آل سعود (1906–1975) | 16 مارس 1962    | 25 مارس 1975    | 13 سنوات و9 أيام   | سعود بن عبد العزيز آل سعود  |                                                    |
| هو نفسه                        | فيصل بن عبد العزيز آل سعود (1906–1975) | 16 مارس 1962    | 25 مارس 1975    | 13 سنوات و9 أيام   |                             |                                                    |
|                                | سعود الفيصل (1940–2015)                | 13 أكتوبر 1975  | 29 أبريل 2015   | 39 سنوات و198 أيام | خالد بن عبد العزيز آل سعود  |                                                    |
| فهد بن عبد العزيز آل سعود      | سعود الفيصل (1940–2015)                | 13 أكتوبر 1975  | 29 أبريل 2015   | 39 سنوات و198 أيام |                             |                                                    |
| عبد الله بن عبد العزيز آل سعود | سعود الفيصل (1940–2015)                | 13 أكتوبر 1975  | 29 أبريل 2015   | 39 سنوات و198 أيام |                             |                                                    |
| سلمان بن عبد العزيز آل سعود    | سعود الفيصل (1940–2015)                | 13 أكتوبر 1975  | 29 أبريل 2015   | 39 سنوات و198 أيام |                             |                                                    |
|                                | عادل الجبير (1962–)                    | 29 أبريل 2015   | 27 ديسمبر 2018  | 3 سنوات و242 أيام  | سلمان بن عبد العزيز آل سعود |                                                    |
|                                | إبراهيم العساف (1949–)                 | 27 ديسمبر 2018  | 23 أكتوبر 2019  | 300 أيام           | سلمان بن عبد العزيز آل سعود |                                                    |
|                                | فيصل بن فرحان آل سعود (1974–)          | 23 أكتوبر 2019  | في المنصب       | 5 سنوات و149 أيام  | سلمان بن عبد العزيز آل سعود | محمد بن سلمان آل سعود (رئيس مجلس الوزراء منذ 2022) |